# Gnophos grisearia
Gnophos grisearia là một loài bướm đêm trong họ Geometridae.